# Podkorzeniec
Podkorzeniec – część wsi Kłyżów w Polsce, położona w województwie podkarpackim, w powiecie stalowowolskim, w gminie Pysznica.
W latach 1975–1998 Podkorzeniec administracyjnie należał do województwa tarnobrzeskiego.